# HD 47946
HD 47946，又名CD-30 3386，SAO 197057、HR 2460，是一颗恒星，视星等为5.71，位于銀經239.54，銀緯-15.69，其B1900.0坐标为赤經6h 35m 52.8s，赤緯-30° -15.69′ 26″。